# Valle de Sant Martí

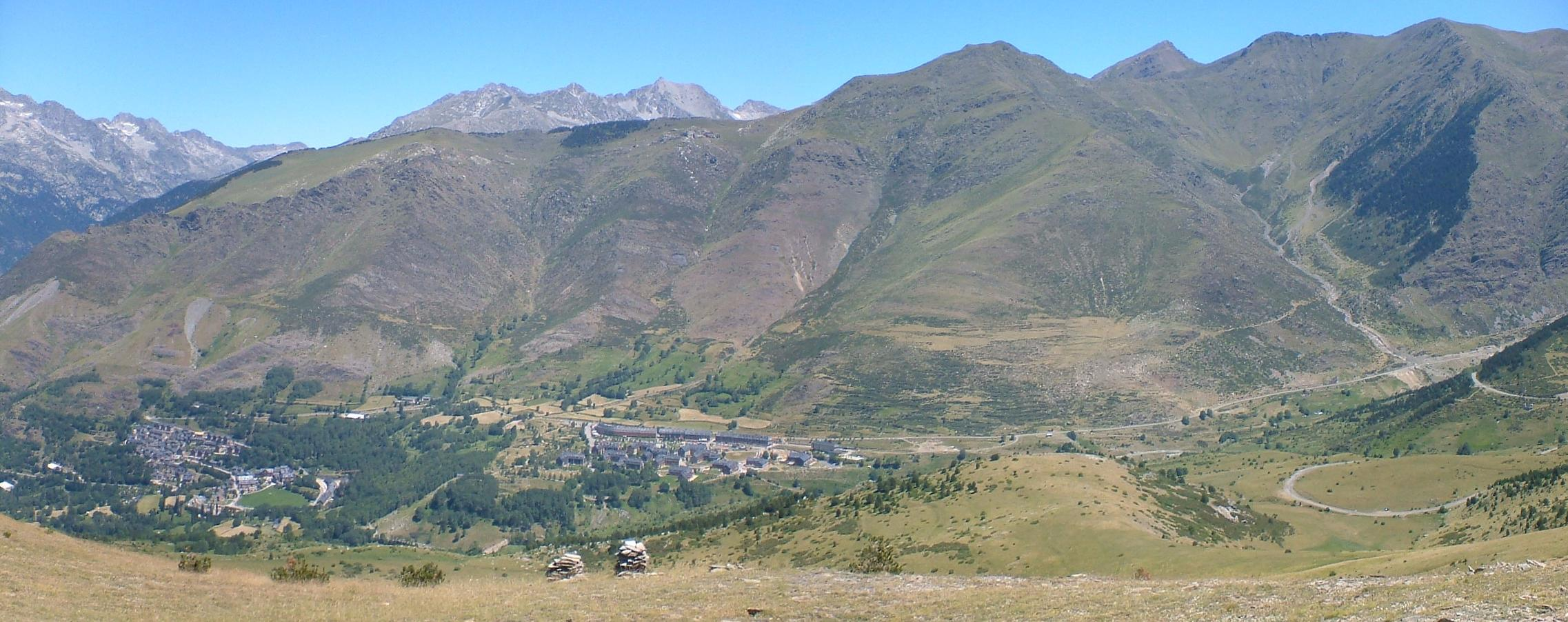
Valle de San Martín, con las poblaciones de Tahull y Pla de l'Ermita.

El valle de San Martín (en catalán: vall de Sant Martí) se encuentra situado dentro del valle de Bohí, en la margen izquierda del río Noguera de Tor y formado por su afluente San Martín, que discurre en sentido E-W. En su término se encuentran los núcleos de población de Bohí y Tahull.

## Geografía

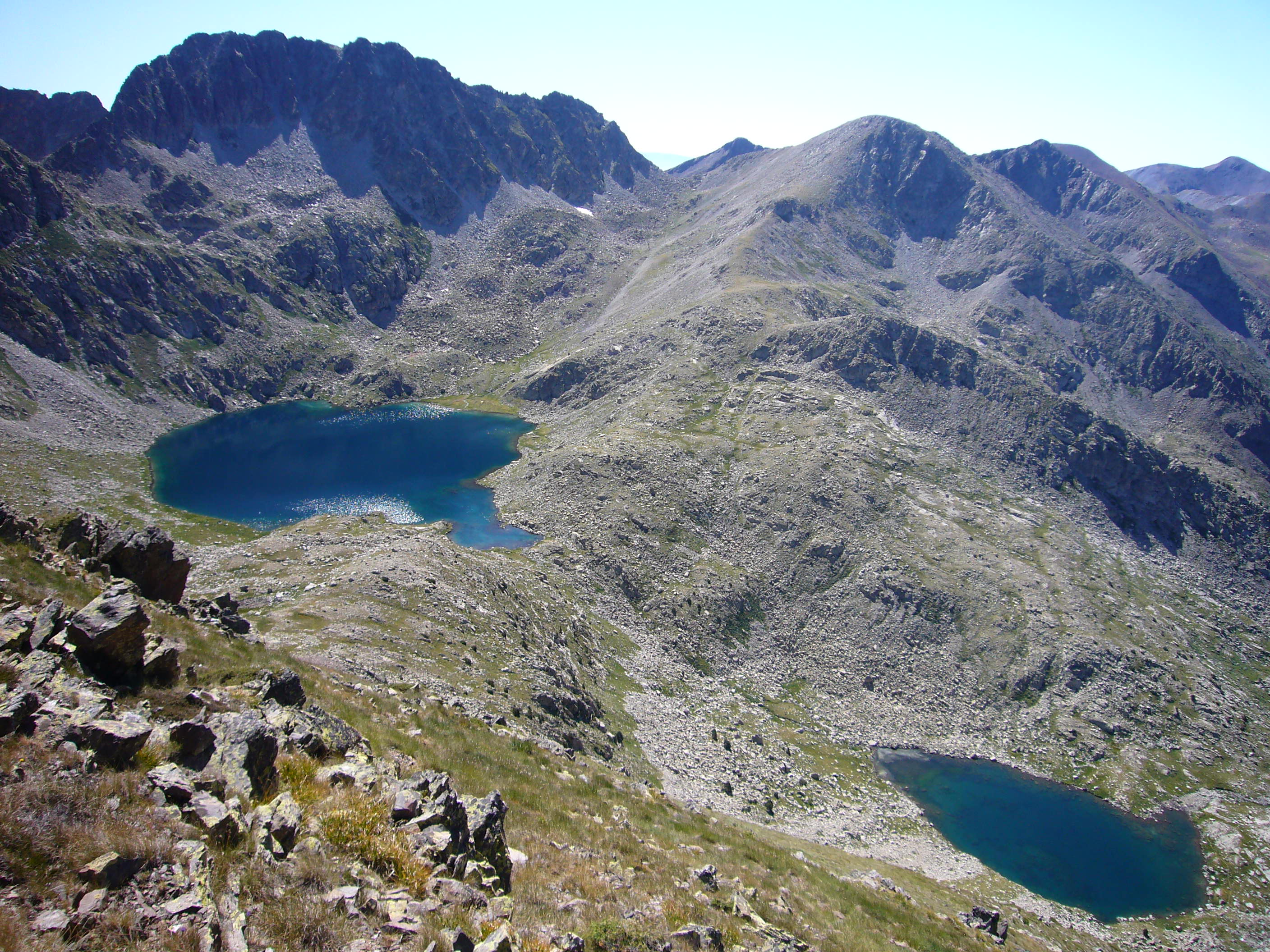
Lago del Pessó, vistos desde el pico dels Carants.

Está orientado en el mismo sentido que su río, limitado al norte por la sierra de Martí Llac, que lo separa del otro vallecito, llamado San Nicolás. La sierra culmina con el Cap de Cometes de 2.669 m de altitud y avanza por el Pic Roi de 2.763 m y el Pessó de 2.894 m.
En el este se ve limitado por una cuerda de orientación S-SO que va desde el pico del Pessó, collado del Pessó (2.709 m), Pequeño Pessó (2.789 m), Tossal de Raspes Rois de Rus (2.783 m), puerto de Rus (2.622 m). Estas elevaciones representan la división con el valle pallarés del río Flamisell.
En el sur se encuentran los montes que hacen de límite con el vallecito del río Durro, con una orientación SE-NO: picos de Cerbi de Durro (2.652 m), Pala Ginebrell (2.312 m), Tossal de la Serreta (2.047 m) y Muro (2.083).

## Hidrografía
El valle está bañado por el río San Martín que recoge las aguas de pequeños arroyos, siendo los más importantes el de Mulleres, que nace en el pico del Muntañó, y el barranco del Puerto (en catalán, Estanyet), que nace en el puerto de Rus.

## Núcleos de población

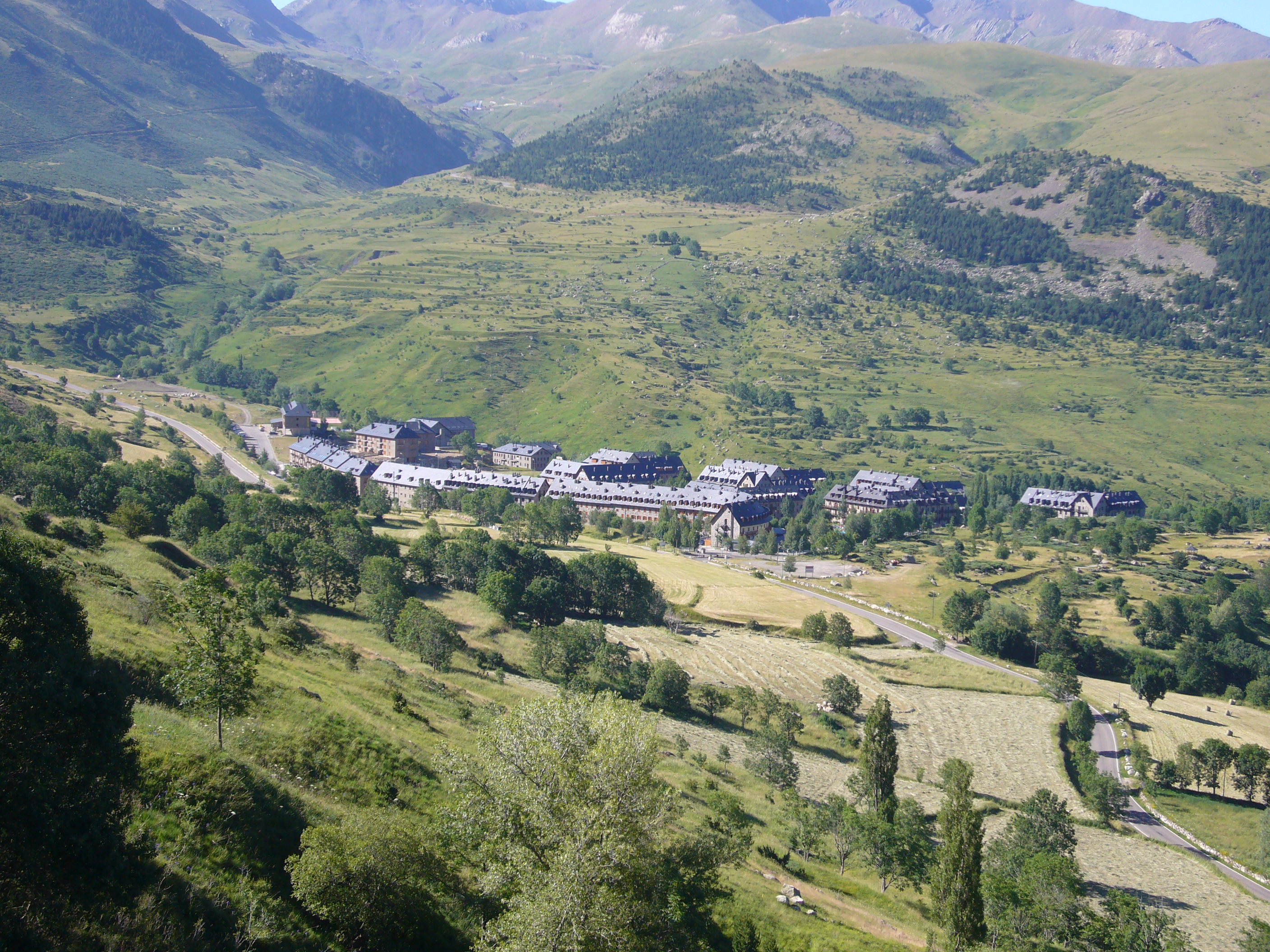
Urbanización Pla de l'Ermita.

En este valle se encuentran los núcleos de Bohí, Tahull y Pla de l'Ermita, los dos primeros importantes por su historia y por el arte de sus iglesias románicas, que son excepcionales.
El Pla de l'Ermita es una llanura situada a poco más de 1600 metros de altitud. En ella, el río Sant Martí reposa antes de bajar hacia los tres niveles inferiores del valle, donde se encuentran, respectivamente, el pueblo de Taüll, el de Boí y el cauce del Noguera de Tor. La urbanización se extiende al norte del río y al este de la ermita que le da nombre: San Quirce de Taüll.

## Estación de esquí

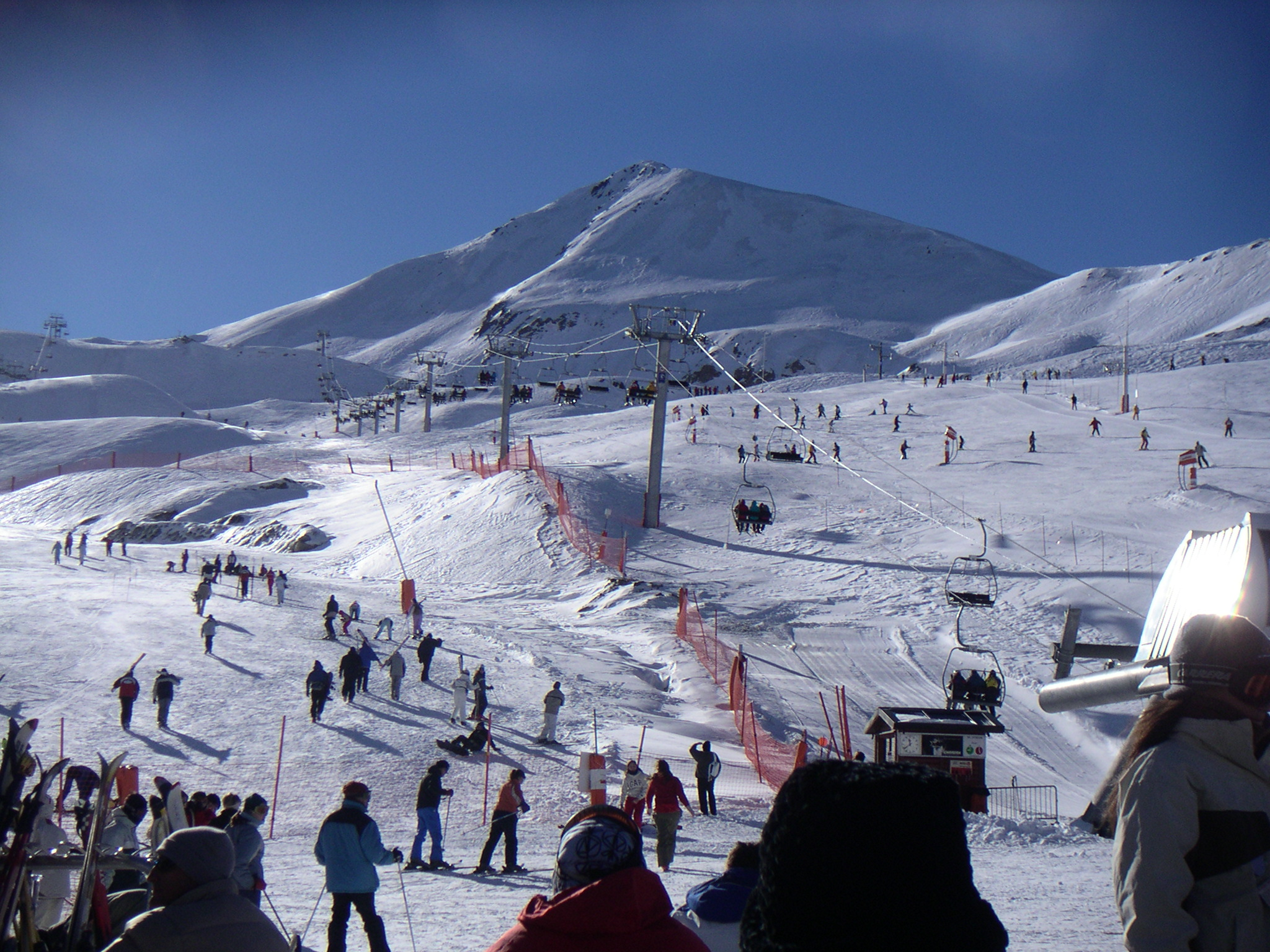
Estación de esquí Boí-Taüll Resort.

Al sur del valle, en la cabecera del Barranc de Mulleres, se encuentra la estación de esquí Boí-Taüll Resort. Sus instalaciones se extienden hacia el Pic de la Pala de Ginebrell, la Pica Cerví de Durro, el Port d'Erta y el Pas de Llevata. En la estación hay dos estanys, uno en el centro de las instalaciones y el otro a levante del núcleo principal.